# Элегия
Эле́гия — жанр, содержащий в стихотворной форме эмоциональный результат философского раздумья над сложными вопросами жизни.
Изначально в древнегреческой поэзии элегия обозначала стихотворение, написанное строфой определённого размера: двустишием гекзаметр-пентаметр. Слово ἔλεγος означало у греков печальную песнь под аккомпанемент флейты. Элегия образовалась из эпоса около начала олимпиад у ионийского племени в Малой Азии, у которого возник и процветал также эпос.
Имея общий характер лирического размышления, элегия у древних греков была весьма разнообразной по содержанию, например, печальной и обличительной у Архилоха и Симонида, философской у Солона или Теогнида, воинственной у Каллина и Тиртея, политической у Мимнерма. Один из лучших греческих авторов элегии — Каллимах.
У римлян элегия стала более определённой по характеру, но и более свободной по форме. Сильно возросло значение любовных элегий. Знаменитые римские авторы элегий — Проперций, Тибулл, Овидий, Катулл.

## Элегия в западноевропейской литературе
Впоследствии был только один период в развитии европейской литературы, когда словом «элегия» стали обозначать стихотворения с более или менее устойчивой формой. Этот период начался под влиянием знаменитой элегии английского поэта Томаса Грея, написанной в 1750 году и вызвавшей многочисленные подражания и переводы едва ли не на всех европейских языках. Переворот, произведённый этой элегией, определяют как наступление в литературе периода сентиментализма, сменившего ложноклассицизм.
В немецкой поэзии знамениты «Римские элегии» Гёте. Элегиями являются стихотворения Шиллера: «Идеалы» (в переводе Жуковского «Мечты»), «Resignation», «Прогулка». К элегиям принадлежит многое у Матиссона (Батюшков перевёл его «На развалинах замка в Швеции»), Гейне, Ленау, Гервега, Платена, Фрейлиграта, Шлегеля и многие другие. У французов элегии писали: Мильвуа, Дебор-Вальмор, Делавинь, А. Шенье (М. Шенье, его брат, перевёл элегию Грея), Ламартин, А. Мюссе, Гюго и другие. В английской поэзии, кроме Грея, — Спенсер, Юнг, Сидней, позднее Шелли и Байрон. В Италии основными представителями элегической поэзии являются Аламанни, Кастальди, Филикана, Гуарини, Пиндемонте. В Испании: Хуан Боскан, Гарсиласо де ла Вега. В Португалии: Камоэнс, Феррейра, Родриг Лобо, де-Миранда. В Польше — Балинский.

## Элегия в русской литературе
Элегия — стихотворение с характером грусти, печали. Пробы писать элегии в России до Жуковского делали такие авторы, как Сумароков, Фонвизин, Богданович, Аблесимов, Нарышкин, Нартов, гусар Давыдов (1784—1839) и другие.
Перевод Жуковским элегии Грея («Сельское кладбище», 1802) положил в русской поэзии начало новой эпохе, окончательно вышедшей за пределы риторики и обратившейся к искренности, интимности и глубине. Эта внутренняя перемена отразилась и в новых приёмах стихосложения, введённых Жуковским, который является, таким образом, родоначальником новой русской сентиментальной поэзии и одним из великих её представителей. В общем духе и форме элегии Грея, то есть в виде больших стихотворений, исполненных скорбного раздумья, написаны такие стихотворения Жуковского, названные им самим элегиями, как «Вечер», «Славянка», «На кончину кор. Виртембергской». К элегиям причисляют и его «Теон и Эсхин» (элегия-баллада). Элегией Жуковский также назвал своё стихотворение «Море».
В первой половине XIX века было распространено называть свои стихотворения элегиями, к элегиям относили свои произведения Батюшков, Баратынский, Языков и другие; впоследствии, однако, это вышло из моды. Тем не менее, элегическим тоном проникнуты многие стихотворения русских поэтов.
Элегией увлекался Пушкин. Первые стихотворения в этом жанре он написал ещё в Михайловском в 1825-26 годах, самая знаменитая «Элегия» («Безумных лет угасшее веселье…») написано Пушкиным в 1830 году.
Элегия также встречается в музыке у С.В. Рахманинова в одноимённом сочинении в 1892 году и у Ф.И. Шаляпина — в оперной арии «Элегия» (музыка Жюль Массне, слова Луи Галле) в 1908 году.